# Холвуд (Вирџинија)
Холвуд (Вирџинија) (енгл. Hallwood) град је у америчкој савезној држави Вирџинија. По попису становништва из 2010. у њему је живело 206 становника.

## Демографија
Према попису становништва из 2010. у граду је живело 206 становника, што је 84 (29,0%) становника мање него 2000. године.
| Група             | 2000.       | 2010.       |
| Белци             | 233 (80,3%) | 167 (81,1%) |
| Афроамериканци    | 13 (4,5%)   | 26 (12,6%)  |
| Азијати           | 0 (0,0%)    | 0 (0,0%)    |
| Хиспаноамериканци | 37 (12,8%)  | 10 (4,9%)   |
| Укупно            | 290         | 206         |